# 林迪效应
林迪效应（英語：Lindy effect）是指，对于一些不会自然消亡的东西，比如一种技术、一个想法，它们的预期寿命和它们目前已经存在的时间成正比。即它每多生存一段时间，它的剩余预期寿命就会增加一点。在林迪效应适用的情况下，死亡率随时间下降。与此相反，生物上或者机械上的东西则遵从浴缸曲线，过了“儿童期”之后，死亡率会随着时间上升。预期寿命是概率意义上的，所以即使“预期”某事会继续存在，它还是有可能灭绝或消失。换句话说，需要同时估计年龄和“健康程度”，来判定一个事物是不是会继续存在。

## 外部連結
- What's the Lindy Effect? — Wealest （页面存档备份，存于）
- The Lindy Effect: Things That Age In Reverse （页面存档备份，存于）

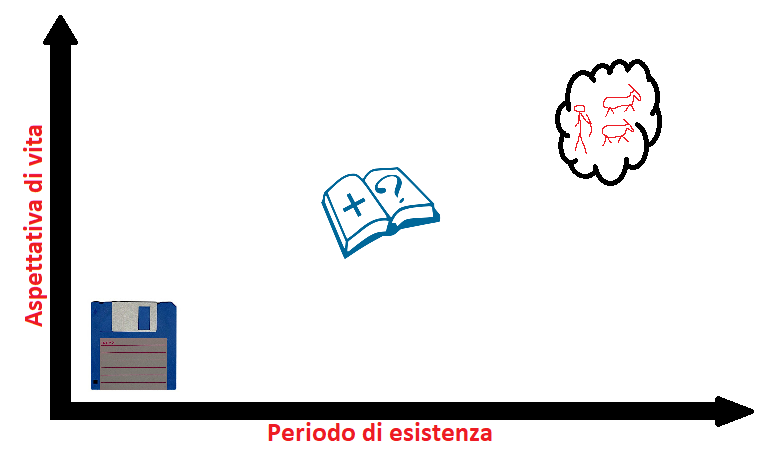
林迪效应的图形表示

- The Lindy effect, an overview. “What is Lindy?” A question that can… （页面存档备份，存于）
- The Lindy Effect - Water Standard
- The Lindy Effect: a heuristic to help you choose your next book （页面存档备份，存于）